# Kurilsk
Kurilsk (en rus Курильск) és una ciutat de l'óblast de Sakhalín, a Rússia. És a l'illa Iturup. La ciutat fou fundada a les acaballes del segle xviii pels pioners russos en un assentament dels ainu, que aleshores s'anomenava Xana. El 1800 les tropes japoneses van prendre la ciutat. El 1855 l'illa Iturup fou transferida al Japó mitjançant el tractat de Simodski, i el 1945 retornà a Rússia.